# Grand Prix moto du Japon 1999
Le  Grand Prix moto du Japon 1999 est la deuxième manche du championnat du monde de vitesse moto 1999. La compétition s'est déroulée du 23 au 25 avril 1999 sur le circuit de Motegi.
C'est la 19e édition du Grand Prix moto du Japon. Il s'agit du dernier Grand Prix moto de Michael Doohan.

## Classement des 500 cm3
| Pos  | Pilote              | Constructeur | Temps/Écart     | Points |
| ---- | ------------------- | ------------ | --------------- | ------ |
| 1    | Kenny Roberts Jr    | Suzuki       | 51 min 54 s 386 | 25     |
| 2    | Michael Doohan      | Honda        | +2 s 487        | 20     |
| 3    | Norifumi Abe        | Yamaha       | +21 s 758       | 16     |
| 4    | Àlex Crivillé       | Honda        | +23 s 610       | 13     |
| 5    | Sete Gibernau       | Honda        | +23 s 984       | 11     |
| 6    | Carlos Checa        | Yamaha       | +37 s 480       | 10     |
| 7    | Shinichi Itoh       | Honda        | +50 s 582       | 9      |
| 8    | Alex Barros         | Honda        | +52 s 000       | 8      |
| 9    | Max Biaggi          | Yamaha       | +53 s 524       | 7      |
| 10   | Nobuatsu Aoki       | Suzuki       | +1 min 05 s 068 | 6      |
| 11   | Juan Borja          | Honda        | +1 min 08 s 314 | 5      |
| 12   | Yukio Kagayama      | Suzuki       | +1 min 13 s 299 | 4      |
| 13   | Noriyasu Numata     | Muz-Weber    | +1 min 19 s 245 | 3      |
| 14   | José Luis Cardoso   | TSR-Honda    | +1 min 26 s 998 | 2      |
| 15   | Tadayuki Okada      | Honda        | +1 min 30 s 225 | 1      |
| 16   | Sébastien Gimbert   | Honda        | +1 min 52 s 896 |        |
| 17   | Markus Ober         | Honda        | +1 tour         |        |
| 18   | Michael Rutter      | Honda        | +1 tour         |        |
| 19   | Mike Hale           | Modenas      | +1 tour         |        |
| Abd. | Tetsuya Harada      | Aprilia      | Abandon         |        |
| Abd. | Jurgen vd Goorbergh | Muz-Weber    | Abandon         |        |
| Abd. | John Kocinski       | Honda        | Abandon         |        |
| Abd. | Simon Crafar        | Yamaha       | Abandon         |        |
| Abd. | Haruchika Aoki      | TSR-Honda    | Abandon         |        |
| Abd. | Jean-Michel Bayle   | Modenas      | Abandon         |        |
| Abd. | Régis Laconi        | Yamaha       | Abandon         |        |

## Classement des 250 cm3
| Pos  | Pilote            | Constructeur | Temps/Écart     | Points |
| ---- | ----------------- | ------------ | --------------- | ------ |
| 1    | Shinya Nakano     | Yamaha       | 48 min 52 s 950 | 25     |
| 2    | Tohru Ukawa       | Honda        | +2 s 697        | 20     |
| 3    | Loris Capirossi   | Honda        | +9 s 260        | 16     |
| 4    | Franco Battaini   | Aprilia      | +11 s 895       | 13     |
| 5    | Daijiro Kato      | Honda        | +13 s 793       | 11     |
| 6    | Tatsuya Yamaguchi | Honda        | +14 s 264       | 10     |
| 7    | Valentino Rossi   | Aprilia      | +21 s 092       | 9      |
| 8    | Tomomi Manako     | Yamaha       | +24 s 480       | 8      |
| 9    | Marcellino Lucchi | Aprilia      | +45 s 594       | 7      |
| 10   | Anthony West      | TSR-Honda    | +49 s 724       | 6      |
| 11   | Naoki Matsudo     | Yamaha       | +1 min 07 s 293 | 5      |
| 12   | Roberto Rolfo     | Aprilia      | +1 min 11 s 813 | 4      |
| 13   | David Garcia      | Yamaha       | +1 min 15 s 851 | 3      |
| 14   | Fonsi Nieto       | Yamaha       | +1 min 17 s 806 | 2      |
| 15   | Tekkyu Kayoh      | TSR-Honda    | +1 min 18 s 400 | 1      |
| 16   | Masaki Tokudome   | TSR-Honda    | +1 min 19 s 374 |        |
| 17   | Sebastian Porto   | Yamaha       | +1 min 28 s 624 |        |
| 18   | Alex Hofmann      | TSR-Honda    | +1 min 40 s 318 |        |
| 19   | Jarno Janssen     | TSR-Honda    | +1 tour         |        |
| 20   | Ken Eguchi        | Yamaha       | +1 tour         |        |
| 21   | Alfredo Rios      | Aprilia      | +1 tour         |        |
| Abd. | Jason Vincent     | Honda        | Abandon         |        |
| Abd. | Johann Stigefelt  | Yamaha       | Abandon         |        |
| Abd. | Julien Allemand   | TSR-Honda    | Abandon         |        |
| Abd. | Taro Sekiguchi    | Yamaha       | Abandon         |        |
| Abd. | Takehiko Kurokawa | TSR-Honda    | Abandon         |        |
| Abd. | Stefano Perugini  | Honda        | Abandon         |        |
| Abd. | Luca Boscoscuro   | TSR-Honda    | Abandon         |        |
| Abd. | Olivier Jacque    | Yamaha       | Abandon         |        |
| Abd. | Jeremy McWilliams | Aprilia      | Abandon         |        |

## Classement des 125 cm3
| Pos  | Pilote               | Constructeur | Temps/Écart     | Points |
| ---- | -------------------- | ------------ | --------------- | ------ |
| 1    | Masao Azuma          | Honda        | 46 min 17 s 732 | 25     |
| 2    | Hideyuki Nakajo      | Honda        | +21 s 903       | 20     |
| 3    | Emilio Alzamora      | Honda        | +32 s 523       | 16     |
| 4    | Youichi Ui           | Derbi        | +35 s 700       | 13     |
| 5    | Katsuji Uezu         | Yamaha       | +36 s 781       | 11     |
| 6    | Lucio Cecchinello    | Honda        | +36 s 903       | 10     |
| 7    | Max Sabbatani        | Honda        | +38 s 296       | 9      |
| 8    | Kazuto Sakata        | Honda        | +40 s 167       | 8      |
| 9    | Kazuhiro Kubo        | Yamaha       | +40 s 956       | 7      |
| 10   | Minoru Nakamura      | Honda        | +48 s 719       | 6      |
| 11   | Angel Nieto Jr       | Honda        | +49 s 059       | 5      |
| 12   | Gianluigi Scalvini   | Aprilia      | +54 s 125       | 4      |
| 13   | Steve Jenkner        | Aprilia      | +1 min 29 s 946 | 3      |
| 14   | Ivan Goi             | Honda        | +1 min 32 s 451 | 2      |
| 15   | Randy de Puniet      | Aprilia      | +1 min 43 s 423 | 1      |
| 16   | Mirko Giansanti      | Aprilia      | +1 min 59 s 982 |        |
| 17   | Reinhard Stolz       | Honda        | +2 min 00 s 130 |        |
| 18   | Manuel Poggiali      | Aprilia      | +2 min 06 s 371 |        |
| 19   | Pablo Nieto          | Derbi        | +1 tour         |        |
| 20   | Frédéric Petit       | Aprilia      | +1 tour         |        |
| 21   | Alessandro Brannetti | Aprilia      | +1 tour         |        |
| Abd. | Jun Inageda          | Honda        | Abandon         |        |
| Abd. | Bernhard Absmeier    | Aprilia      | Abandon         |        |
| Abd. | Gino Borsoi          | Aprilia      | Abandon         |        |
| Abd. | Roberto Locatelli    | Aprilia      | Abandon         |        |
| Abd. | Simone Sanna         | Honda        | Abandon         |        |
| Abd. | Jeronimo Vidal       | Aprilia      | Abandon         |        |
| Abd. | Arnaud Vincent       | Aprilia      | Abandon         |        |
| Abd. | Noboru Ueda          | Honda        | Abandon         |        |